# Dominique Walter
Pour les articles homonymes, voir Dominique Walter (chanteur et humoriste) et Walter.
Dominique Walter, nom de scène de Dominique Gruère, né le 22 mai 1942 à Boulogne-Billancourt et mort le 26 août 2013 à Pollença, Espagne, est un chanteur français.

## Biographie et carrière

### Eurovision 1966
Dominique Walter est choisi par un jury d'experts pour représenter la France au Concours Eurovision de la chanson en 1966 avec la chanson Chez nous écrite par Jacques Plante et composée par Claude Carrère. Sa mère, Michèle Arnaud (qui avait représenté le Luxembourg à l'Eurovision 1956) faisait partie de ce jury. Pour l'Eurovision 1966, l'ORTF a reçu 46 chansons dont certaines interprétées par Mireille Mathieu, la chanteuse irlandaise Géraldine (qui représentera le Luxembourg en 1975). Dominique Walter interpréta, en plus du titre Chez nous, la chanson Si tu peux rire. Michèle Torr, qui a échoué lors de la sélection française, sera choisie pour représenter le Luxembourg dans cette édition de 1966 avec la chanson Ce soir je t'attendais.
Le 5 mars 1966 à Luxembourg, Dominique Walter représente la France à l'Eurovision dénommé cette année-là « Grand Prix Eurovision de la chanson européenne ». Il y interprète Chez nous. Lors de cette édition, il est le seul candidat à s'entourer de choristes. Il termine en seizième position sur dix-huit participants (les deux derniers du classement général Tereza pour Monaco et Domenico Modugno pour l'Italie, classés 17e ex aequo). Il n'obtient qu'un seul point (donné par Monaco), ce qui représente à cette époque le plus mauvais résultat de la France à l'Eurovision tant au niveau du classement final qu'au nombre de points. Depuis lors, quelques artistes représentant la France ont eu un aussi mauvais classement que Walter (en se classant avant-dernier comme lui) mais le trio Twin Twin a fait le pire résultat en se classant dernier à l'Eurovision 2014, avec la chanson Moustache. Toutefois, Walter détient toujours le record du plus petit nombre de points reçus par un représentant de la France à l'Eurovision.

### Après l'Eurovision
Dominique Walter a fait partie, un temps, de l'écurie des Disques Flèche de Claude François.
Il est l'un des premiers jeunes interprètes masculins de Serge Gainsbourg. Il l'a connu alors qu'il était adolescent à la fin des années 1950, quand Serge Gainsbourg accompagnait Michèle Arnaud lors de ses tours de chant au cabaret Milord l'Arsouille à Paris.
Serge Gainsbourg lui a notamment écrit sept chansons à partir de 1966 et, certaines d'entre elles, mal perçues, voire incomprises par le public, lui ont conféré une image de garçon peu sympathique et misogyne, ce qui a rapidement érodé sa carrière de chanteur et l'a contraint à se reconvertir dans un autre métier : Qui lira ces mots (1966), Les Petits Boudins, (1967), Johnsine et Kossygone (1967), Je suis capable de n'importe quoi (1967), La plus jolie fille du monde n'arrive pas à la cheville d'un cul-de-jatte (1968), Plus dur sera le chut (1968), La vie est une belle tartine (1969).
Michel Polnareff a écrit pour lui le titre Je n'ai pas osé, sur le 45 tours Les Petits Boudins (1967).

### Famille
Il est le fils de la chanteuse Michèle Arnaud, et le frère de la photographe Florence Gruère.